# Torus palatinus

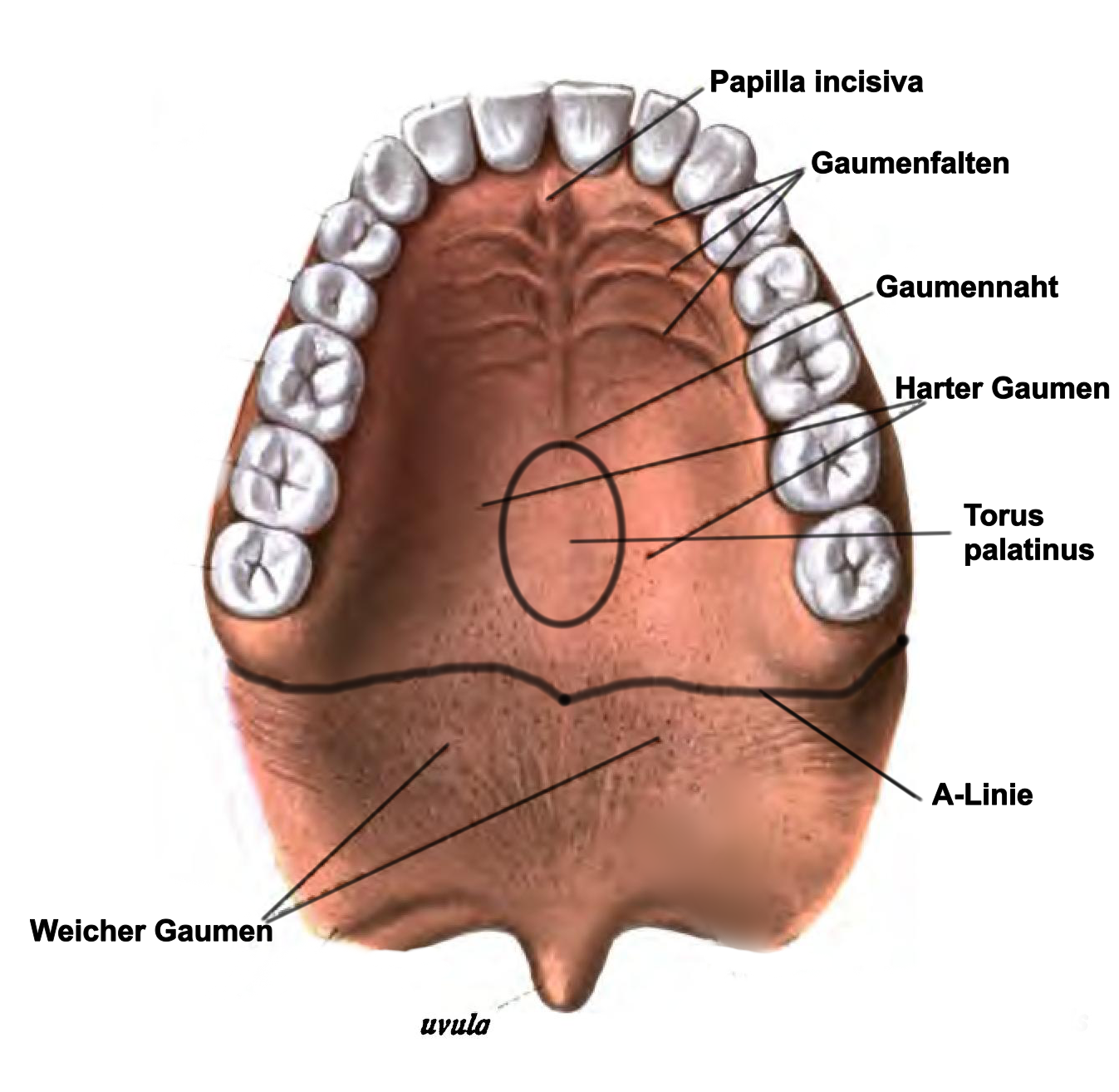
Anatomie des Gaumens

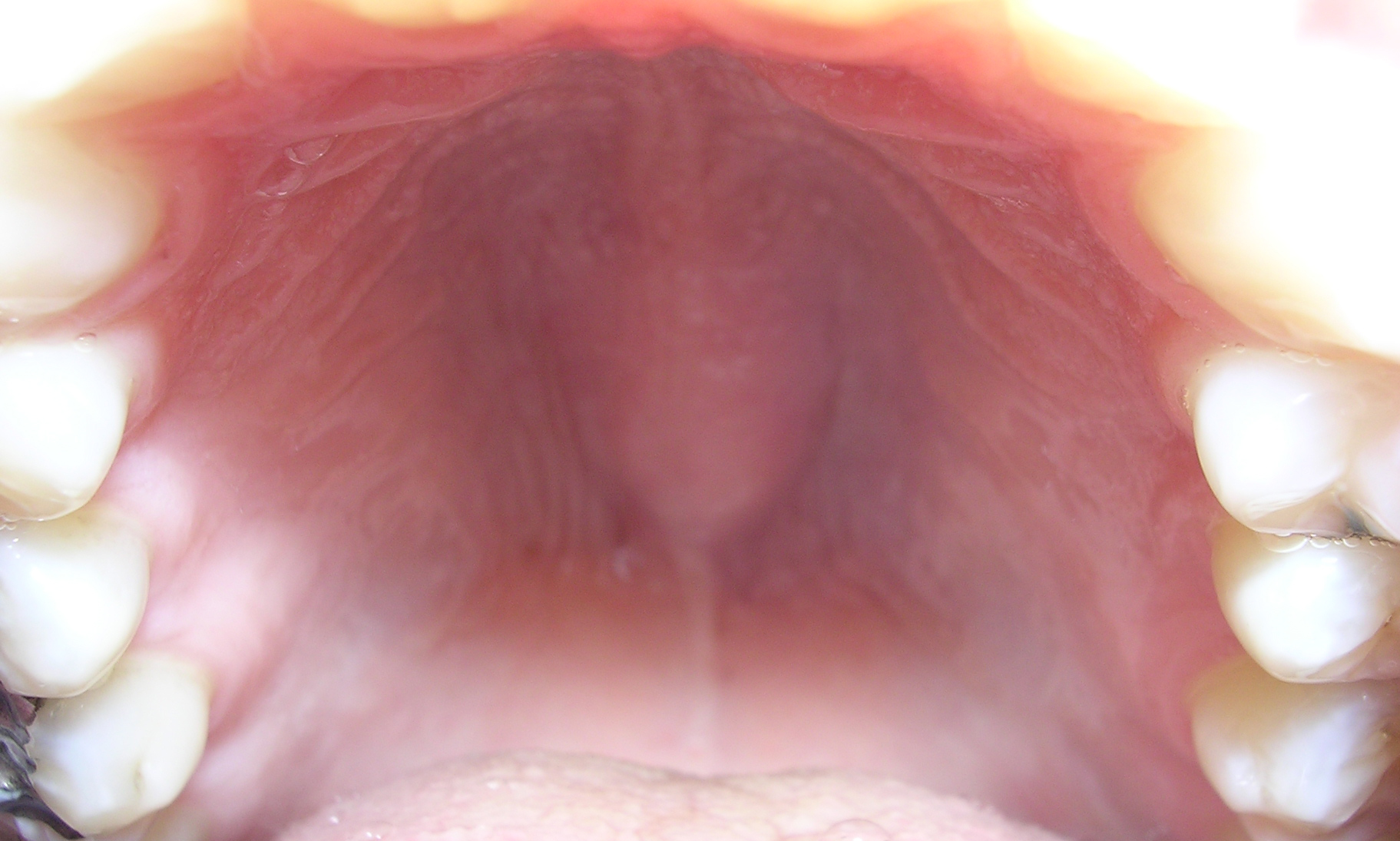
Oberkiefer: Torus palatinus am harten Gaumen

Der Torus palatinus (lat.: torus „Wulst“, palatum „Gaumen“) ist eine Exostose (knöcherner Längswulst) entlang der Mittellinie des harten Gaumens.

## Prothetik

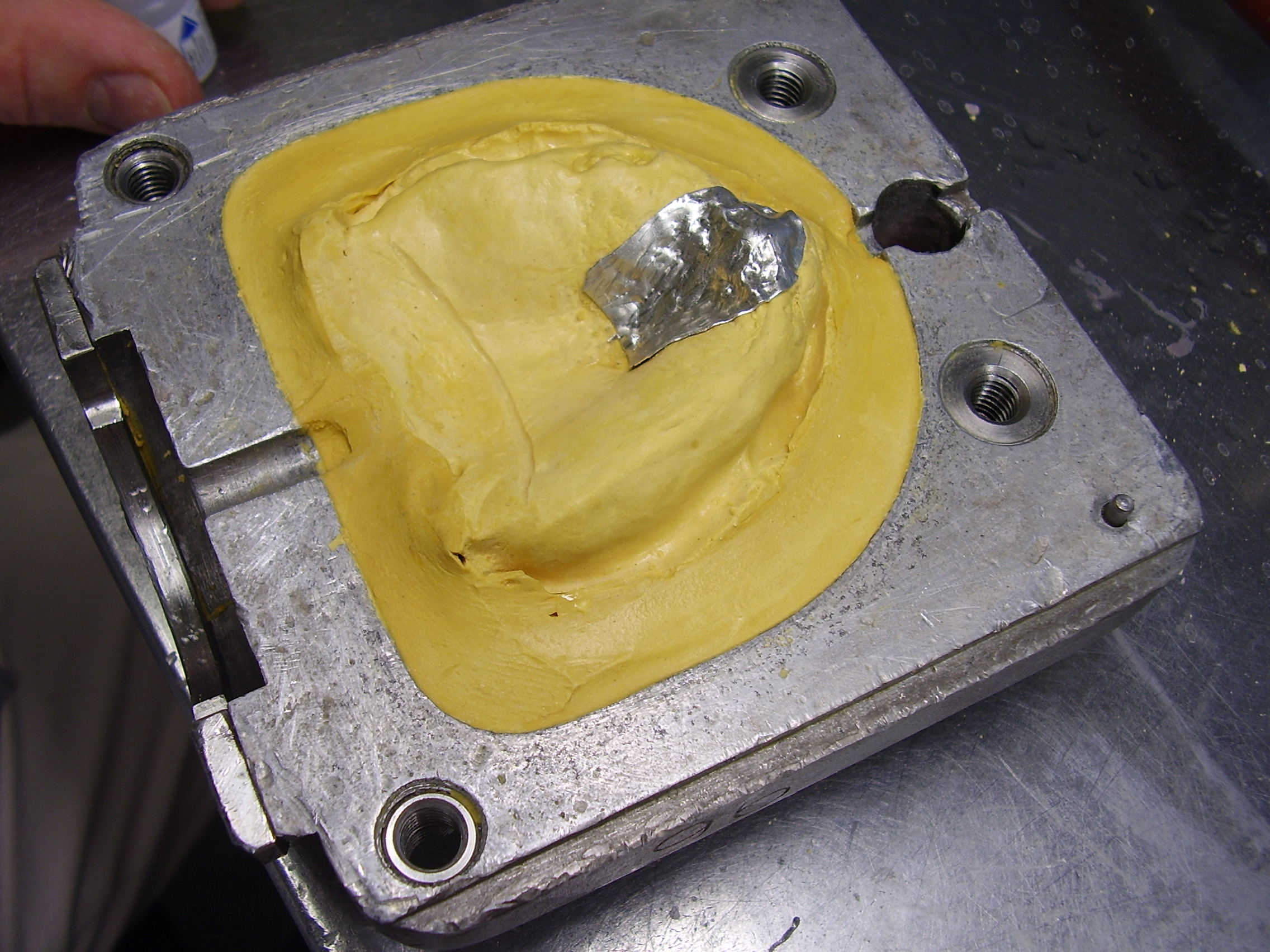
Eingelegte Zinnfolie auf einem Oberkiefer-Gipsmodell vor der Polymerisation der Prothesenbasis

Der Torus palatinus kann den Halt einer Totalprothese im Oberkiefer erschweren, da die umliegende Schleimhaut nachgiebig ist, der Torus palatinus jedoch nicht. Daher kann die Prothese über den Torus nach rechts und links kippen. Aus diesem Grund wird der Torus „entlastet“, indem bei der Herstellung der Prothese eine Zinnfolie mit etwa 1 bis 2 mm Stärke auf dem Gipsmodell über den Torus gelegt wird. Dadurch entsteht bei der endgültigen Prothese ein Hohlraum. Bei Ausübung des Kaudrucks gibt dann zunächst die umliegende Schleimhaut nach, bevor die Prothese mit dem Torus in Kontakt tritt.

## Chirurgische Entfernung
Selten ergibt sich eine Indikation zur Entfernung eines Torus palatinus aus prothetischen Gründen, da durch eine Entlastung des Bereichs Abhilfe geschaffen werden kann. Bei seltenen, sehr ausgeprägten Formen kann sich eine Indikation zur Beseitigung des Torus palatinus wegen einer Beeinträchtigung beim Sprechen, Kauen oder auch aus psychischen Gründen (Fremdkörpergefühl, Karzinophobie) ergeben.

## Inzidenz
Die Inzidenz dieses nicht pathologischen, benignen Knochentumors in der Bevölkerung wird mit etwa 30 % angegeben. Der Ausprägungsgrad des Torus palatinus ist sehr variabel. Frauen sind beim Torus palatinus im Gegensatz zum Torus mandibularis häufiger betroffen als Männer.